# Часниковка (Сорочинський міський округ)
Часнико́вка (рос. Чесноковка) — селище у складі Сорочинського міського округу Оренбурзької області, Росія.

## Населення
Населення — 3 особи (2010; 18 у 2002).
Національний склад (станом на 2002 рік):
- чуваші — 61 %
- росіяни — 39 %